# 1850-es évek
Évszázadok: 18. század · 19. század · 20. század
Évtizedek: 1800-as évek · 1810-es évek · 1820-as évek · 1830-as évek · 1840-es évek · 1850-es évek · 1860-as évek · 1870-es évek · 1880-as évek · 1890-es évek · 1900-as évek
Évek: 1850 · 1851 · 1852 · 1853 · 1854 · 1855 · 1856 · 1857 · 1858 · 1859

## Események és irányzatok
adórendszer kialakulása
- Magyarországon a Bach-rendszer éveiben felbomlottak a feudális viszonyok is. A birodalom belső piacának fejlődése az 1850-es évek végére a mezőgazdaság számára végre kedvező helyzetet teremtett. Felosztották a közlegelőket, tömegesen épültek a tanyák, fellendült a gabonatermelés. A közéletet a passzív ellenállás jellemezte.

- Jókai Mór regényíró már az 1850-es években hatalmas népszerűségre tett szert. Ez volt legtermékenyebb időszaka; ezáltal ő lett az első magyar író, aki honoráriumaiból nagypolgári színvonalon élhetett.
- „Bús Vitéz” népszerű humoros elbeszélés-író volt az 1850-es és 1860-as években.
- Pest: városrendezés, a Teleki tér kialakítása.
- Megszűnik a Pester Zeitung. (Lásd: Magyar időszaki lapok a 19. században)
- A Közlekedési Múzeumban a magyar vasút történetét bemutató kiállítás a múzeum legrégibb gyűjteményére épül. A kezdeteket az 1850-es években készített gőzmozdonyok kicsinyített másai idézik.

- Világszerte népszerű ital, az abszint az 1850-es évekre Európában eléggé rossz hírű lett.
- Aranyláz tört ki Colorado-ban és Észak-Nevadában.
- Seattle várost az 1850-es években alapították, nevét a környék legendás indián vezéréről, Seattle törzsfőnökről (Noah Sealth) kapta.
- Az USA-ban is tömegesen elterjed a szivarozás, megjelennek a legelismertebb márkanevek.
- Németországban, Solnhofen kőnyomatos mészkőrétegeiben megtalálta Joseph Oberndorfer a Compsognathus (BSP AS I 563 jelzésű) fosszíliáját, mely az állat majdnem teljesen ép csontváza volt.

## A világ vezetői
- Ferenc József osztrák császár és cseh király megnősül, első három gyermekük ezekben az években születik.

Az 1850-es–60-as években az Osztrák Császárság súlyos katonai és politikai veszteségeket szenvedett, elveszítette vezető szerepét a német államok között, és le kellett mondania itáliai tartományairól is. Ezek a vereségek kényszerítették ki a Magyarországgal való kiegyezést, a központosított birodalmi kormányzat dualista rendszerré való átalakítását.
- Franciaországban a második francia köztársaságot követően III. Napóleon kerül a trónra.
- Nagy-Britannia és Írország Egyesült Királyságának uralkodója Viktória brit királynő.